# Laemophloeus fractipennis
Laemophloeus fractipennis är en skalbaggsart som beskrevs av Victor Ivanovitsch Motschulsky 1845. Laemophloeus fractipennis ingår i släktet Laemophloeus och familjen ritsplattbaggar. Inga underarter finns listade i Catalogue of Life.